# Сиърс
Sears, Roebuck & Co., известна и само като Sears, е американска верига от универсални магазини, създадена от Ричард Сиърс и Алва Рубик в края на 19 век. Днес седалището му е в Хофман Истейтс (Hoffman Estates), Илинойс. Оперира в САЩ, Канада и Мексико.
До средата на 20 век от поръчки по пощата фирмата се разраства до равнището на най-големите търговци на дребно в САЩ. Конкуренцията и промените в демографията на клиентите са база за промените, които настъпват в компанията след Втората световна война, като продажбите в селските и вътрешните райони на страната, които са досегашна крепост за „Sears“ се свиват, а търговията в урбанизираните райони нараства. В края на краищата каталогът на фирмата напълно се променя. „Sears“ се обединява с друга верига за търговия на дребно – Kmart в началото на 2005 г., създавайки корпорацията Sears Holdings Corporation.
Най-големият магазин от веригата в света се намира в Торонто, Канада – като площта му е 75 981 m². Най-големият магазин в САЩ е разположен близо до централата на корпорацията в предградията на Чикаго. Той има площ от 38 600 m².
След няколко години на спад в продажбите, компанията-майка Sears през 2018 г. подава молба за обявяване в несъстоятелност. През 2019 г. тя обявява, че е спечелила търга за несъстоятелност и че 425 магазина ще останат отворени, включително 223 магазина на Sears.
Към януари 2024 г. са останали 13 магазина на Sears, като 12 от тях са в континенталната част на САЩ и един е на американската територия Пуерто Рико.

## История
През 1886 г. САЩ се състои само от 38 щата. Много хора живеят в селски райони и се занимават със земеделие. За много американци дребните общи магазини (бакалии) са начин за снабдяване с продукти. Стоките минавали през много търговци на дребно, докато достигнат клиентите. Много магазини през този период доставяли своите пратки от стоки, чрез разрастващата се мрежа на железопътния транспорт.
Ричърд Сиърс бил служител на жп гарата в град Норд Редууд, Минесота, когато приел пратка от часовници от чикагски бижутер, който бил нежелан от местните. Сиърс поръчал от часовниците за себе си, продал ги с добра печалба на други служители на гарата. След това поръчал още за препродажба. Скоро започнал бизнес с продаване на часовници чрез поръчка по каталог. Следващата година се преместил в Чикаго, където срещнал Алва Рубик, който се присъединил към бизнеса на Сиърс. През 1893 г. фирмата се именувала Sears, Roebuck and Co..
Ричард Сиърс знаел, че фермерите често носят своята стока до града, където я продават. Преди създаването на каталога на Sears фермерите често купували провизии и стоки от местните магазинчета. Sears спечелил благодарение на издаването на своя каталог с ясни, обявени цени, така че клиентите знаели, какво купуват и на каква цена, поръчвали и получавали подходящите неща.
Каталожният бизнес се разраснал много бързо. През 1894 г. каталогът на Sears имал 322 страници, включващи шевни машини, велосипеди, спортни стоки и множество нови стоки.
Организацията на компанията и доброто развитие на поръчките и продажбите било повод чикагският производител на дрехи Джулиъс Розенвалд (Julius Rosenwald) да стане партньор през 1895 г. Рубик се отдръпнал от бизнеса скоро след като изплатил здравната си застраховка, но компанията запазила името си. Следващата година кукли, хладилници, готварски печки и бакалски стоки били прибавени към каталога.
Компанията Sears скоро придобила много добра репутация с качествените си продукти и отлично задоволяване на клиентите си. През 1895 г. имала вече каталог от 532 страници с най-голямото разнообразие от стоки в САЩ. През 1893 г. продажбите надхвърлили 400 000 долара. Две години по-късно печалбите достигнали 750 000 долара. През 1908 г. компанията започнала да предлага обзавеждане за дома.
Първият магазин за търговия на дребно бил отворен в Чикаго през 1925 г. в част от сградата на Merchandise building. Този магазин включвал също оптика и кът за безалкохолни напитки. През лятото на 1928 г. 3 нови универсални магазина отварят в Чикаго. През 1932 г. в отваря врати първият универсален магазин без прозорци, вдъхновен от Световния панаир в Чикаго, като това се превръща в световна тенденция.
Каталогът на Sears понякога бил наричан „Потребителска Библия“. Коледният каталог бил известен като „Книгата на желанията“, може би зареди детските играчки в него. Изданието станало евфемизъм за тоалетна хартия. В дните, когато тоалетните били извън домовете и тоалетната хартия не била толкова достъпна, каталогът се използват и за тази цел.
След Втората световна война компанията изградила много универсални магазини в крайградските търговски молове. Компанията била най-големият търговец на дребно в САЩ до началото на 80-те години на 20 век. След това дошъл период на лек застой в корпорацията, до момента, в който не закупила друга верига от универсални магазини – Kmart през 2005 г.
Sears разнообразява продукцията си и става конгломерат през средата на 20 век. Фирмата регистрира някои основни марки продукти като Kenmore, Craftsman, Die Hard, Silverstone (за техника и електроника) и Tuff-skin. Компанията създава Allstate Insurance Company (Фирма за застраховки и осигуряване) през 1931 г. През 1981 г. фирмата сключва съвместен договор за joint venture с IBM. Sears също представят Discover credit card през 1985 г. До 1993 г. този вид кредитни карти бил единственият, който е приеман в повечето магазини на Sears.
Алва Рубик се завръща в организацията по време на Голямата депресия и работи като съветник и помощник до смъртта си през 1948 г. Част от причините той да напусне фирмата през 1895 г. бил натискът, който му бил оказван. През 1970-те години името „Roebuck" било свалено от търговското име на магазините, но не и от официалното име на компанията.
Sears влиза в историята, когато завършва 110-етажната кула Sears Tower в Чикаго през 1974 г. Кулата остава най-високата града в света до 1996 г., когато са завършени кулите Петронас в Малайзия. През 1993 г. компанията продава кулата и се премества в нова сграда. Sears все още е собственик на правата върху името на Sears Tower.

## Период 1981 – 2005 г.
Адам Уолш, младият син на репортера Джон Уолш, бил отвлечен в магазин Sears, разположен в град Холивуд, Флорида през 1981 г. и след това е убит. В резултат на този инцидент конкурентите от Wal-Mart реагират, като създават т. нар. Code Adam, свързан с липсващи деца. В този кодекс се определят процедурите в случай на изчезнали деца в магазина. Подобни кодекси създават други вериги, включително и Sears, който губи част от реномето си.
През 1980-те и 1990-те години компанията премахва част от не толкова популярните сред клиентите услуги, които са били в тежест на фирмата.
През 1993 г. Sears спира своя каталог със стоки, поради спад в продажбите и печалбите. Днес компанията издава каталози с цените на стоки, които са на разпродажба всяка седмица (те са с малък брой страници и се разпространяват в магазините и по пощата безплатно) и коледни каталози. През 2003 г. Sears продава правата на своите кредитни карти (Discover credit card) на Citibank.
В началото на 1980-те години Sears прекратява продажбата на пушки и оръжие, което отчуждило компанията от нейните исторически корени, насочени към селското и фермерското население и работническата класа.
В края на 1990-те години пазарът на компанията се влошава в много райони, където се дели пазарна територия с Wal-Mart и Macy’s. Като Wal-Mart привлича клиентите от работническата класа, а Macy’s – заможните потребители.
През 2005 г. Sears започва да приема и усвоява сигурни тактики от конкурентите. През октомври 2005 г. те започват да правят намаление в размер на 15% на част от новите стоки, струващи над 150 долара, и на доставките до дома.
През 2003 г. Sears създава нова подверига от магазини – хипермаркетите Sears Grand. В Sears Grand има всичко, което може да се намери в обикновените магазини Sears, плюс играчки, стоки задоволяващи всички нужди на бебетата, стоки за грижа за здравето и красотата, почистващи средства, храна и стоки за домашните любимци, парти артикули, книги, списания, музика, филми и отдел за хранителни стоки и напитки (това е основното, което го отличава от останалите Sears). Новите магазини имат площ от 16 300 до 19 500 m² – за сравнение, в България изискванията търговски център да се нарече „мол“ са да има площ минимум от 20 000 m². Първият магазин Sears Grand отваря врати през 2003 г. в град Уест Джордан, Юта. През 2005 г. корпорацията започва обновяването на някои магазини Kmart в Sears Grand.

### Обединение с Kmart
На 17 ноември 2004 г. Kmart обявява своя стремеж да закупи Sears. Като част от обединението Kmart Holding Corporation сменя своето име на Sears Holding Corporation. Новата корпорация обявява, че ще продължи да работи с марките Sears и Kmart.

## 2018: фалит
На 10 октомври 2018 г. е съобщено, че Sears Holdings ангажира съветници относно предстоящо подаване на фалит.
Компанията подава молба за защита от фалит същия ден, когато трябва да бъде изплатен дълг от 134 милиона долара и ще затвори 142 магазина, включително 63 магазина на Kmart и 79 магазина на Sears.
След като достигна под $1 на акция поради обявяване в несъстоятелност, Sears Holdings е отстранен от NASDAQ на 24 октомври 2018 г.
На 23 ноември 2018 г. Sears Holdings публикува списък с 505 магазина, включително 239 магазина на Kmart и 266 магазина на Sears, които се продават в процес на фалит, докато всички останали в момента провеждат ликвидационни продажби.
На 28 юни 2019 г. е съобщено, че Sears Holdings има планове за пълно разпускане, след като продава активите си за търговия на дребно на ESL Investments няколко месеца по-рано.

## Лого
Логото на Sears понастоящем използва емблема на фирмата, създадена през 1984 г. Преди това логото на компанията е представлявало името Sears, поставено в правоъгълник. Сега то се състои от син текст Sears с бяла линия, разделяща всяка буква по средата.
По-рано компанията търгувала на Нюйоркската стокова борса (NYSE) със знака „S“, който сега е използван от друга фирма – Sprint Nextel Corporation. Sears, Roebuck and Company е също е бил компонент на индекса Dow Jones Industrial average от 1924 до 1999 г.

## Рекламни девизи и лозунги
- Where America Shops For Value (1970s)
- You Can Count On Sears (19?? – 1983)
- There's More For Your Life..at Sears (1983 – 1987)
- Your Money's Worth and a Whole Lot More (1987 – 1990)
- Your Money's Worth..and More (1990 – 1991)
- Sears: You Can Count on Me! (1991 – 1995)
- Come See the Softer Side of Sears (1995 – 1999)
- The Good Life at a Great Price. Guaranteed. (1999 – 2001)
- Sears: Where Else? (2001 – 2003)
- Good Life. Great Price. (2003 – 2007)
- Sears: Where It Begins (от 2007)

## Състояние към 2005 г.

### Sears Full-Line
Sears Full-Line е верига от средно големи универсални магазини, които са разположени в търговските молове; магазините са снабдени с дрехи, обувки, бижутерия, кухненски (метални) изделия, платове, предмети за градината, бои, лакове, спортни стоки и обзавеждане, ремонт на автомобили, офис принадлежности, електроника и училищни принадлежности. Броят на тези магазини в САЩ е 870.

### Sears Grand
Sears Grand е верига от хипермаркети, разположени далеч от търговските молове. В тях може да се намери всичко, което може да се намери в обикновените магазини Sears, плюс играчки, стоки за бебетата, стоки за грижа за здравето и красотата, почистващи средства, храна и стоки за домашните любимци, парти артикули, книги, списания, музика, филми и отдел за хранителни стоки и напитки. Различното от много други хипермаркети в САЩ е, че Sears Grand не са постоянно отворени, но имат по-дълго работно време от типичните Sears.

### Sears Appliance & Hardware
Sears Appliance & Hardware е верига от магазини, в които се продават метални изделия и железария, в която се предлага пълната линия на Sears. Обикновено са разположени извън моловете, на т.нар. „плази“. Размерите на тези магазини са обикновено около 2300 m². През 2005 г. веригата била разширена, като се включила в стандартните магазини Sears.

### Sears Dealer Store
Sears Dealer Store е верига от по-малки магазини, които оперират като франчайзинг. Тази верига е разположена в малки магазини и не разчита на подкрепата и финансовата помощ на Sears. Обикновено са разположени на търговските плази. Предлагат метални и кухненски стоки, домакински потреби, приспособления за градината, платове.

### Sears Outlet
Sears Outlet е версия на магазините Sears и са разположени в т.нар. Outlet молове или са сами на търговските плази. Обикновено се препродават стоки от минали сезони, върнати стоки, разопаковани или дефектни стоки на много ниски цени.

### Sears Parts & Repair Center
Sears Parts & Repair Center е верига от сервизни центрове, в които се продават градински принадлежности и са място, където клиентите могат да върнат стока, която е в неизправност или се нуждае от ремонт.

### The Great Indoors
The Great Indoors е верига за продажба на домашно обзавеждане, легла, кухни и обзавеждане за баня. Площта на магазините е около 12 000 m².

### A & E Factory Services
A & E Factory Services е джойнт венчър между Whirlpool и Sears Holdings. Представлява мрежа от мобилно обслужване за поправка и ремонт на стоки директно в дома.